# Власть дракона
«Власть Дракона» (англ. Dragon storm, 2004 год) — приключенческий фильм в жанре «фэнтези», снятый известным актёром и режиссёром Стивеном Ферстом («Призрак на сцене», сериал «Вавилон-5»), украшен компьютерными спецэффектами и нетривиальным динамичным сюжетом.
- Премьера мир: 24 января 2004;
- Премьера США: 24 января 2004;
- Премьера Венгрия: 15 июня 2004 (Премьера на DVD);
- Премьера Испания: 6 октября 2004 (Премьера на видео);
- Релиз на DVD: 10 февраля 2009.

## Аннотация
1190 год н. э. В древние Карпаты, познавшие времена мира и раздора, в одночасье приходит новая беда. На леса, поля и селения с небес обрушиваются посланцы иного мира — загадочные камни, из которых рождаются огнедышащие драконы. Не щадя никого, они охотятся на людей и живность, оставляя после себя лишь пепелища и страх в сердцах выживших. Лишившись родного замка, король-деспот Фастрод ищет спасения у своего соседа, короля Уэнсбюри. Вместе с вольным охотником Сайласом он предлагает ему объединиться, чтобы истребить прожорливых тварей. Монархи объявляют драконам войну и кажется, что вскоре на их землях вновь воцарится мир. Но в пылу жестокой борьбы Уэнсбюри и Сайлас не в силах разгадать истинные намерения коварного Фастрода…